# سیناو
سیناو  یک منطقهٔ مسکونی در عمان است که در منطقه شرقیه واقع شده‌است.